# Junior Majeur
Junior Majeur es una película de drama deportivo canadiense, dirigida por Éric Tessier y estrenada en 2017. Es una secuela de la película de 2012 Les Pee-Wee 3d: L'hiver qui a changé ma vie, la película se centra en Janeau Trudel (Antoine Olivier Pilon) y Joey Boulet (Rémi Goulet), que ahora juegan para los Chicoutimi Saguenéens de la Major Junior Hockey League de Quebec y esperan ser elegidos en el Draft de entrada de la NHL, mientras que Julie (Alice Morel-Michaud) ha renunciado al hockey debido a las oportunidades reducidas para las mujeres. jugadores en los niveles más altos del deporte, y ahora es reportero deportivo junior en el periódico local.
El elenco de la película también incluye a Normand Daneau, Claude Legault, Patrice Robitaille, Madeleine Péloquin y Edith Cochrane.
La película se estrenó en el Festival Internacional de Cine Abitibi-Témiscamingue el 28 de octubre de 2017, antes de estrenarse comercialmente el 23 de noviembre.
La película ganó el Premio del Público en los 20.ª edición de los Quebec Cinema Awards.